# Vad víz: Aqua Hungarica
A Vad víz: Aqua Hungarica Fehér Zoltán 2021-ben bemutatott díjnyertes természetfilmje. A film bemutatja Magyarország különböző vizes élőhelyeit a vulkanikus termálvizektől, a Kis-Balaton mocsárvilágán át, az ősi Pannon-tengerig. A film narrátora Forgács Péter. Forgalmazza a Pannonia Entertainment.
A filmet 2021. december 23-án vetítette a Duna Televízió, majd 2022. január 2-án ingyenesen elérhetővé vált a YouTube-on is.

## Cselekmény
A történet főszereplője maga a víz, mint elem, de egyes jeleneteknek kiemelt szereplője a foltos szalamandra, az európai vidra és az aranysakál. Egy év eseményeit bemutatva látható Magyarország számos ismert és kevésbé ismert vízi életközössége. Ezekre az ökoszisztémákra azonban olyan emberi tényezők jelentenek veszélyt, mint a klímaváltozás, az invazív fajok és az emberi terjeszkedés.
|  | Alább a cselekmény részletei következnek! |

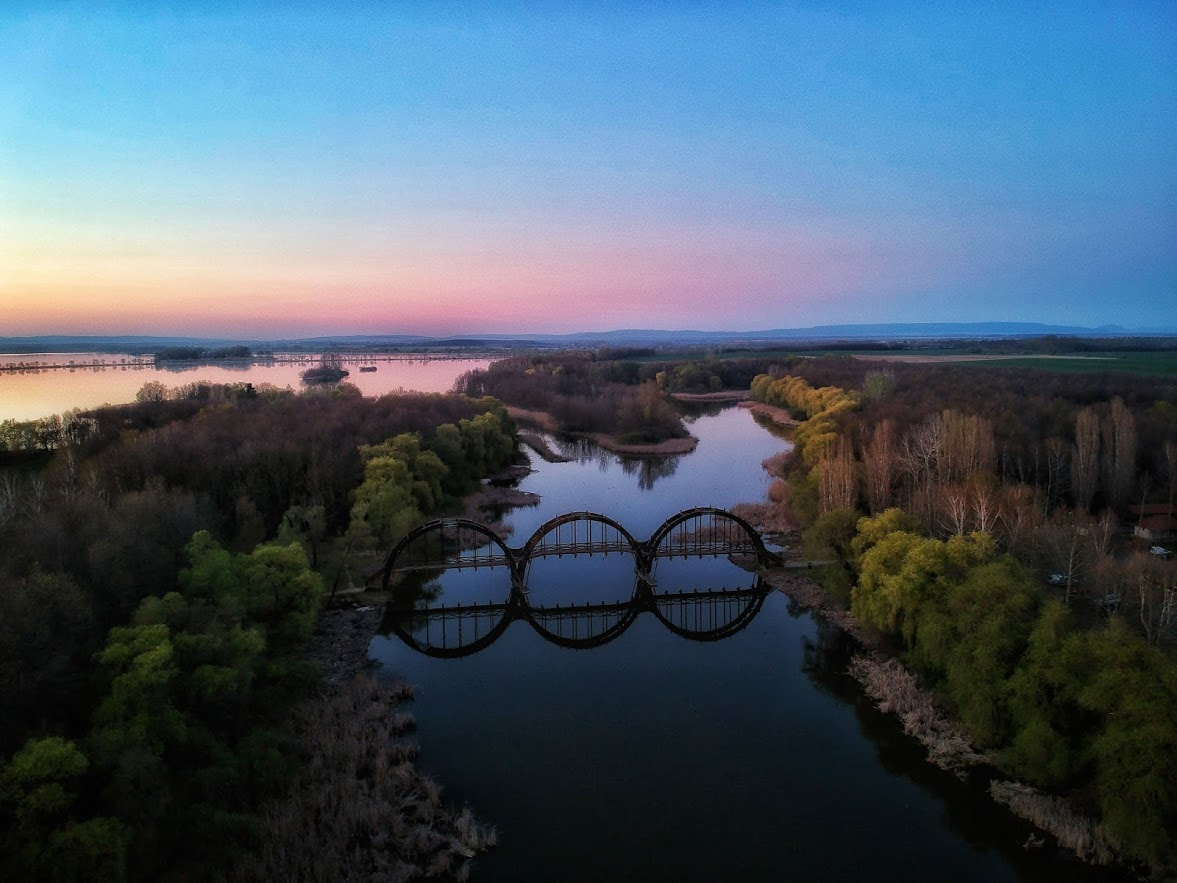
A film egyik fő helyszíne: a Kis-Balaton

A film az Egerszalóki Sódombbal nyit, ahol a zord életkörülmények ellenére is van élet. Megismerkedhetünk termálvizes tavaink egzotikus élővilágával, mind Budapest szívében, mind pedig a Hévízi-tó mélyén. Itt fény derül arra, hogy miért jelentenek hatalmas veszélyt az invazív fajok a víz alatti faunára. A film továbbá bemutatja a Velencei-tó fehér busáit is, melyek nagy tömegben vannak jelen Magyarország második legnagyobb természetes tavában.
Télen élet és halál birodalma a Kis-Balaton mocsárvilága, mely az egyik leggazdagabb vadonnak ad otthont Közép-Európában, és nem véletlen ihlette Fekete István Tüskevár című regényét sem. A szélvédett öblök madaraitól a jég alatti világ lakóin át a kis-balatoni éjszakáig a film végigkíséri a mocsár egy napját. Védett és ritka fajok otthona ez, melyeknek ilyenkor egyetlen célja van: a túlélés. A jelenet főszereplői a Kis-Balatonnál élő európai vidrák, melyeknek a legjelentősebb közép-európai állománya él a régióban.
A havazás évről évre egyre később és később érkezik meg. Rövid itt tartózkodása alatt az állatvilágnak egy sarkvidéki tájra kell felkészülnie, mind a hegységekben, mind a síkságokon. Majd – mintha itt se lett volna – tovább áll, elárasztott erdőket hagyva maga mögött. Ilyenkor merészkedik elő a nádi farkas: az aranysakál. Ezekben az elárasztott erdőkben játszódott egy világszerte híres legenda is: a mohácsi busójárás.
A tavasz megváltást hoz az állatvilág számára. A madaraknak, mint például a búbos vöcsköknek ez a fészekrakás ideje, míg mások kiélvezik a bőséges táplálékot. A napsütés gyorsan felmelegíti az alacsony fekvésű régiókat, de a hegyekben kellemes marad a klíma. A lassan csordogáló hegyi patakok egy különleges mikrovilágnak adnak otthont. Éjszakánként pedig egy szimbolikus kétéltű, a foltos szalamandra indul táplálékszerző útjára. De Magyarország nem mindig volt a hűvös erdők és vad folyók otthona. Több száz millió évvel ezelőtt hazánk egy ősi szigetvilág részét képezte. Ezeket a szigeteket a dinoszauruszok mellett egy furcsa mocsári szörny, a Pannoniasaurus lakta, míg a környező tengereket cápák, ráják és más halak rótták. Az ő jelenlétükről árulkodik az a gazdag tengeri fosszília gyűjtemény, melyet a Magyar Természettudományi Múzeumban őriznek.
Néhány ősi halcsoport hazánk vizeiben is fennmaradt. Az egyik ilyen a tokfélék családja, melyek legfőbb jellemzői közé tartozik a cápákéra emlékeztető testük, és az azon végigfutó vértsorok. A tokfélék egyik legismertebb tagja a legendás viza, mely a múlt században még fellelhető volt a Duna magyarországi szakaszán. A tokfélék ugyan a kihalás szélén állnak, de egy másik ősi halcsoport tökéletesen alkalmazkodott az egyre szélsőségesebb klímához, és képes "járni" a szárazföldön. A film a Magyarországon betelepített afrikai harcsa szárazföldi helyváltoztatásával zárul.

„Magyarország a vizek országa. A vad folyók, kristálytiszta patakok és érintetlen mocsárvidékek hazája. Ahol a természet eddig kiállta a történelem próbáit. De az idők változnak. A klímaváltozás következtében ez a világ most nagyobb veszélyben van, mint valaha. A dolgunk az, hogy megőrizzük úgy, ahogy apáinktól kaptuk. Ahol a folyók vadul törnek utat maguknak, ott tárul elénk ez a rejtett világ.”

|  | Itt a vége a cselekmény részletezésének! |

### Helyszínek
- Egerszalóki Sódomb
- Városligeti-tó
- Hévízi-tó
- Velencei-tó
- Kis-Balaton
- Kápolnapusztai bivalyrezervátum
- Mohácsi busójárás
- Béda-Karapancsa
- Börzsöny
- Budai-hegység
- Aggteleki Nemzeti Park
- Magyar Természettudományi Múzeum
- Pannon-tenger

### Bemutatott fajok

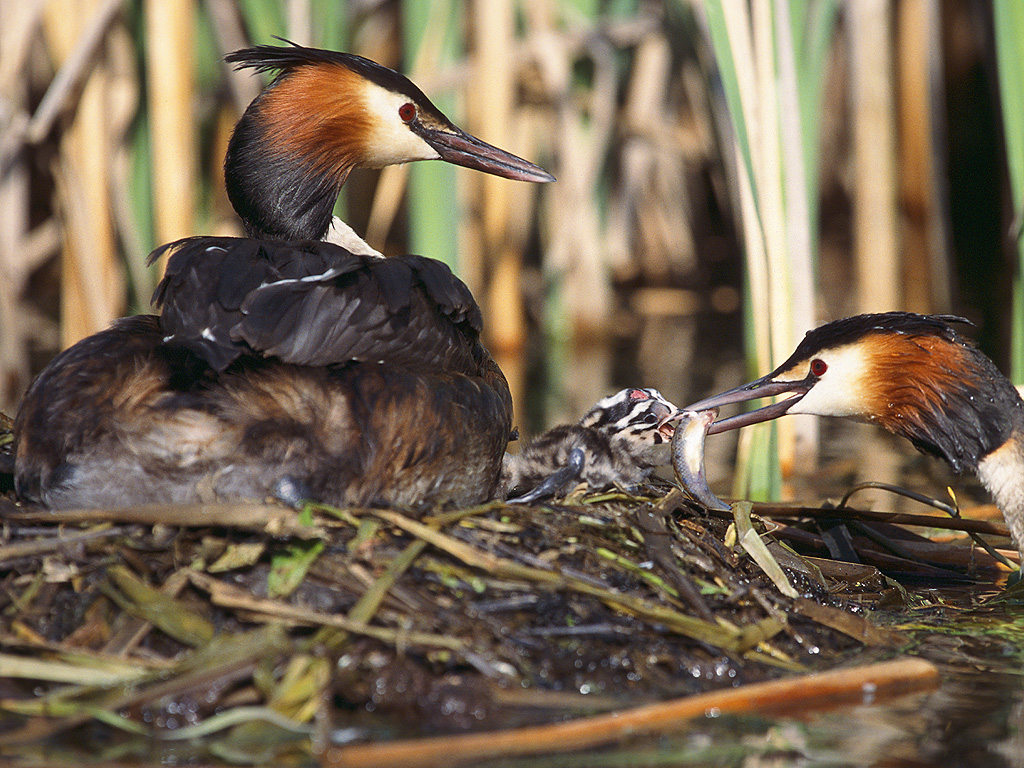
A filmben bemutatásra kerül egy búbos vöcsök-pár násza

- Foltos szalamandra (Salamandra salamandra)
- Európai vidra (Lutra lutra)
- Aranysakál (Canis aureus)
- Házi vízibivaly (Bubalus bubalis)
- Dankasirály (Chroicocephalus ridibundus)
- Viza (Huso huso)
- Afrikai harcsa (Clarias gariepinus)
- Búbos vöcsök (Podiceps cristatus)
- Fehér busa (Hypophthalmichthys molitrix)
- Vágótok (Acipenser gueldenstaedtii)
- Keselyűteknős (Macrochelys temminckii)
- Balin (Leuciscus aspius)
- Kockás sikló (Natrix tessellata)
- Bütykös hattyú (Cygnus olor)
- Tőkés réce (Anas platyrhynchos)
- Vízisikló (Natrix natrix)
- Szúnyogirtó fogasponty (Gambusia affinis)
- Folyami géb (Neogobius fluviatilis)
- Tegzesek (Trichoptera)
- Evezőlábú rákok (Copepoda)
- Lópióca (Haemopis sanguisuga)
- Kis kárókatona (Microcarbo pygmaeus)
- Nyári lúd (Anser anser)
- Nagy kárókatona (Phalacrocorax carbo)
- Szürke gém (Ardea cinerea)
- Dámszarvas (Dama dama)
- Lapátorrú tok (Polyodon spathula)
- Zebrasávos sügér (Amatitlania nigrofasciata)
- Naphal (Lepomis gibbosus)
- Fenékjáró küllő (Gobio gobio)
- Bolharákok (Grammarus sp.)
- Pannoniasaurus inexpectatus †
- Otodus megalodon †

## Forgatás
A filmet az alkotók 9 hónapon át 27 helyszínen forgatták és több, mint 50 órányi nyersanyagból dolgoztak. Az alkotók célja az volt, hogy viszonylag átfogó képet fessenek Magyarország vadvizeiről, szem előtt tartva a potenciális folytatások lehetőségét. A bemutatott helyszínek valamilyen formában kapcsolódnak az ország történelem előtti múltjához.

## Díjak
- 2020 – III. Kovács László és Zsigmond Vilmos Operatőr Verseny – Kovács László és Zsigmond Vilmos díj
- 2020 – Nemzetközi Természet- és Környezetvédelmi Fesztivál Gödöllő – MMA Fekete István különdíj